# Заручьево (Маловасилевское сельское поселение)
Заручьево — деревня в Кимрском районе Тверской области. Входит в состав Маловасилевского сельского поселения.

## География
Находится в юго-восточной части Тверской области на расстоянии приблизительно 22 км на северо-запад по прямой от районного центра города Кимры в левобережной части района.

## История
Известна была с 1780-х годов как деревня Заручье с 8 дворами, владение Алексея Ивановича Головачёва. В 1859 году здесь (деревня Корчевского уезда Тверской губернии) было учтено 13 дворов, в 1887 — 28. Ныне имеет дачный характер.

## Население
Численность населения: 86 человек (1859 год), 159 (1887), 9 (русские 78 %) 2002 году, 0 в 2010.